# Dolora Zajick
Dolora Zajick (ur. 24 marca 1952 w Salem) – amerykańska śpiewaczka operowa, mezzosopran dramatyczny. Jedna z najbardziej cenionych współczesnych wykonawczyń partii mezzosopranowych w operach Verdiego. 
Dolora Zajick wychowała się w stanie Nevada, gdzie ukończyła wyższą szkołę muzyczną. Dodatkową naukę śpiewu podjęła w nowojorskiej Manhattan School of Music. Wkrótce po zakończeniu edukacji odniosła pierwszy wielki sukces międzynarodowy, zdobywając brązowy medal na VII Międzynarodowym Konkursie Muzycznym im. Piotra Czajkowskiego w Moskwie, po czym zadebiutowała w Operze w San Francisco w Trubadurze Verdiego jako Azucena. 
Kreacja nieszczęśliwej Cyganki z Trubadura przyniosła Zajick światową sławę, ugruntowaną jeszcze przez kolejne role w operach Verdiego. Zajick grała kolejno Amneris w Aidzie, Eboli w Don Carlosie, Ulrykę w Balu maskowym, Preziosillę w Mocy przeznaczenia i Lady Makbet w Makbecie. Występowała także jako Marfa w Chowańszczyźnie Musorgskiego, Jezibaba w Rusałce Dvořáka, Santuzza w Rycerskości wieśniaczej Mascagniego oraz Adalgiza w Normie Vincenzo Belliniego. 
Oprócz opery w San Francisco Zajick występowała także w Metropolitan Opera, La Scali i Operze Lirycznej w Chicago. Oprócz nagranych wykonań Aidy, Trubadura i Mocy przeznaczenia nagrała płytę solową Dolora Zajick. The Art of Dramatic Mezzosoprano.